# Cardiophorus fulvipennis
Cardiophorus fulvipennis is een keversoort uit de familie kniptorren (Elateridae). De wetenschappelijke naam van de soort is voor het eerst geldig gepubliceerd in 1919 door Fleutiaux.